# طواف سان لويس 2016
طواف سان لويس 2016 (بالإسبانية: Tour de San Luis 2016 )‏ هو سباق دراجات هوائية، وهو الموسم رقم 10 من نفس السباق، وأقيم خلال الفترة 18 يناير 2016، وحتى 24 يناير 2016، وامتدّ لمسافة 921.7 كيلومتر، وهو أحد سباقات طواف أمريكا للدراجات 2016، وهو من نوع سباق المرحلة، وقد شارك في السباق 167 متسابقاً، ووصل إلى نهايته 148 متسابقاً.
فاز فيه بالمركز الأول Dayer Quintana ‏، وبالمركز الثاني إدواردو سيبولفيدا، وبالمركز الثالث نيرو كوينتانا، والفائز حسب ترتيب السرعة ايمانويل جيفارا، والفريق الفائز في ترتيب الفرق موفيستار 2016.

## الفرق
| فرق عالمية (7)- AG2R La Mondiale - أستانا - Cannondale - Etixx-Quick Step - Lampre-Merida - موفيستار - Tinkoff فرق قارية محترفة (6)- أندروني جوكاتولي-سيدرمك 2016 ‏ - ديلكو ‏ - دراباك 2016 ‏ - Fortuneo-Vital Concept - نيبو-فيني فانتيني-يوربا أوفيني ‏ - UnitedHealthcare Pro Cycling (men's team) ‏ فرق قارية (7)- Hincapie–Leomo p/b BMC ‏ - Inteja Dominican Cycling Team ‏ - Team Jamis ‏ - Los Cascos Esco–AgroPlan ‏ - San Luis Somos Todos ‏ - سينديكاتو دي إمبليدوس بوبليكوس دي سان خوان ‏ - Coldeportes Bicicletas Strongman ‏ فرق وطنية (8)- فريق الأرجنتين لركوب الدراجات للرجال 2016‏ - فريق البرازيل لركوب الدراجات للرجال 2016‏ - فريق تشيلي لركوب الدراجات للرجال 2016‏ - فريق كوستاريكا لركوب الدراجات للرجال 2016‏ - فريق كوبا لركوب الدراجات للرجال 2016‏ - فريق إيطاليا لركوب الدراجات للرجال 2016 ‏ - فريق المكسيك لركوب الدراجات للرجال 2016‏ - فريق الأوروغواي لركوب الدراجات للرجال 2016‏ |  |
| |  |

## المراحل
| المرحلة   | التاريخ  | الدورة                                          | type                   | المسافة (كم) | الفائز بالمرحلة   | القائد العام         |
| --------- | -------- | ----------------------------------------------- | ---------------------- | ------------ | ----------------- | -------------------- |
| المرحلة 1 | 18 يناير | El Durazno, Argentina ‏ – El Durazno, Argentina ‏ | مرحلة سباق الزمن للفرق | 21           | Etixx-Quick Step  | ماكسيميليانو ريتشيزي |
| المرحلة 2 | 19 يناير | سان لويس – فيلا مرسيدس                          | مرحلة مستوية           | 181٫9        | فرناندو جافيريا   | فرناندو جافيريا      |
| المرحلة 3 | 20 يناير | Potrero de los Funes ‏ – La Punta, San Luis ‏     | مرحلة التلال           | 131          | بيتر كونينغ       | بيتر كونينغ          |
| المرحلة 4 | 21 يناير | سان لويس – Cerro El Amago‏                       | مرحلة جبلية            | 140          | إدواردو سيبولفيدا | إدواردو سيبولفيدا    |
| المرحلة 5 | 22 يناير | Renca, San Luis ‏ – Juana Koslay ‏                | مرحلة التلال           | 168٫7        | Nicolás Tivani ‏   | إدواردو سيبولفيدا    |
| المرحلة 6 | 23 يناير | La Toma, San Luis ‏ – ميرلو، بوينس آيرس          | مرحلة جبلية            | 159٫5        | ميغل أنغل لوبز    | Dayer Quintana ‏      |
| المرحلة 7 | 24 يناير | سان لويس – سان لويس                             | مرحلة مستوية           | 119٫6        | ياكوب ماريكزكو    | Dayer Quintana ‏      |

## وصلات خارجية
- الموقع الرسمي
- طواف سان لويس 2016 على موقع إحصائيات الدراجات الإحترافية (الإنجليزية)